# Yên Dương, Tam Đảo
Yên Dương là một xã thuộc huyện Tam Đảo, tỉnh Vĩnh Phúc, Việt Nam.
Xã có diện tích 9.31 km², dân số năm 2003 là 5.147 người, mật độ dân số đạt 553 người/km².